# 박병선 (배우)
박병선(1968년 9월 18일 ~ 2015년 3월 31일)은 대한민국의 배우이다.

## 생애
1992년 연극배우 첫 데뷔하였고 이듬해 1993년 뮤지컬 배우 데뷔한 그는 1995년 SBS 공채 5기 탤런트로 정식 데뷔하였으며 유준상이 공채 탤런트 동기이다. 드라마와 영화를 오가며 조연으로 얼굴을 알린 박병선은 2015년 3월 31일 심장마비로 인해 향년 48세의 나이로 갑작스럽게 세상을 떠나게 됐다.
그는 생전에 독일어 동시 통역·태권도·유도에 특기가 있었다.

## 주요 출연 작품
- 《그대 목소리》
- 《부부클리닉 사랑과 전쟁》
- 2001년 - 2002년 《여인천하》 - 박희량 역
- 2002년 - 2003년 《무인시대》 - 고려 강종 역
- 2003년 - 2004년 《불멸의 이순신》 - 이항복 역
- 2003년 영화《맛있는 섹스 그리고 사랑》
- 2006년 《여우야 뭐하니》
- 2008년 - 2009년 《아내의 유혹》 - 교빈의 부장 역